# Yvonne Kroonenberg
Yvonne Kroonenberg (Amsterdam, 31 mei 1950) is een Nederlandse schrijfster, feministe en columniste.

## Biografie
Yvonne Kroonenberg is geboren in Amsterdam in 1950. Haar ouders waren van Joodse afkomst en haar grootouders, de ouders van haar moeder, zijn tijdens de Tweede Wereldoorlog in vernietigingskamp Sobibór omgekomen.
De ouders van haar vader zijn in 1943 naar Kamp Westerbork afgevoerd, maar hebben de oorlog overleefd. Hun vaders, Kroonenbergs overgrootvaders, zijn voor de oorlog overleden, maar hun moeders zijn in concentratiekamp Auschwitz vermoord. 
Kroonenberg heeft twee zussen, onder wie Cassandra Kroonenberg met wie ze een kookboek schreef, en een broer, Philip Kroonenberg, met wie ze soms optreedt. De geoloog Salomon Kroonenberg is een oom van haar.
Toen ze drie jaar was verhuisde het gezin naar Scheveningen. Ze was erg jong toen ze voor het eerst naar de lagere school ging; haar klasgenoten waren zo'n anderhalf jaar ouder. Op de lagere school werd ze veel gepest.
Haar ouders voedden haar heel vrij op; er werden weinig grenzen gesteld.
In 1968 behaalde zij in Scheveningen het diploma van het gymnasium en ging een jaar naar Amerika. Terug in Nederland studeerde zij psychologie in Leiden. Daarna is ze vijf jaar als psychotherapeut aangesloten geweest bij een huisartsenpraktijk in Amsterdam.
In 1981 begon ze columns te schrijven voor kranten en tijdschriften, zoals Margriet, Playboy, Het Vrije Volk en NRC Handelsblad. Om zich geheel aan het schrijven te wijden hief ze haar praktijk op.
In haar jeugdboeken toont Kroonenberg een grote liefde voor paarden.
In haar boeken voor volwassenen schrijft ze over alles wat er verkeerd kan gaan tussen mannen en vrouwen, en toont ze zich een voorvechtster van het feminisme. Ook schreef ze non-fictie boeken over de overspelige liefde (Monogamie voor beginners) en over het leven van productievarkens in de vee-industrie (Alleen de knor wordt niet gebruikt).
In 2014 kwam Kroonenberg negatief in de media na uitspraken in HP/De Tijd over bewoners van Assen en Amsterdam-Noord. Hierop kwamen ook veel reacties in sociale media. Kroonenberg vond dat het gepubliceerde artikel geen recht deed aan het gesprek dat ze had met de interviewer, omdat er selectief geciteerd is. HP/De Tijd reageerde daarop met een geluidsfragment van het interview om aan te tonen dat het letterlijke citaten waren.
Ze schreef een bijdrage aan De buitenkant - Vrouwen over de rol van het uiterlijk (2022, Uitgeverij Pluim, ISBN 9789493256569), samengesteld door Milou van Rossum, met bijdragen van Dilara Bilgiç, Daan Borrel, Machteld van Gelder, Dalilla Hermans, Bregje Hofstede, Yvonne Kroonenberg, Anja Meulenbelt, Ileen Montijn, Anousha Nzume, Marja Pruis, Joyce Roodnat, Xandra Schutte, Mieke van Stigt en Manon Uphoff.

## Bestseller 60
| Boeken met noteringen in de Nederlandse Bestseller 60  | Jaar van verschijnen | Datum van binnenkomst | Hoogste positie | Aantal weken | Opmerkingen |
| ------------------------------------------------------ | -------------------- | --------------------- | --------------- | ------------ | ----------- |
| Nog één man om het af te leren                         | 1995                 | 21-01-2004            | 3               | 9            |             |
| Het zit op de bank en het zapt; Kan ik hem nog ruilen? | 2001                 | 29-01-2003            | 33              | 1            |             |
| Wat rijmt er op huwelijk?                              | 2004                 | 27-10-2004            | 18              | 12           |             |
| Was hij in de aanbieding                               | 2009                 | 12-08-2009            | 17              | 8            |             |
| De familieblues                                        | 2011                 | 17-08-2011            | 9               | 13           |             |
| Wees blij dat je ze nog hebt                           | 2014                 | 30-04-2014            | 53              | 3            |             |
| Leven voor gevorderden                                 | 2023                 | 17-05-2023            | 57              | 2            |             |